# Claudia Kohde-Kilsch
Claudia Kohde-Kilsch (Saarbrücken, 11 december 1963) is een voormalig tennisspeelster uit Duitsland. Zij werd geboren als Claudia Kohde, maar zij voegde daar op achttienjarige leeftijd Kilsch aan toe, de naam van haar stief/adoptievader. Zij heeft een jongere (stief)zuster Katrin, met wie zij in 1996 een ITF-dubbelspeltoernooi won. Zij begon met tennis op haar vijfde, en was al snel een belofte bij de junioren. Zij was tien jaar getrouwd met Chris Bennett en heeft een zoon, Fynn. Samen met haar echtgenoot runde zij een muziekuitgeverij. Daarna trad zij in het huwelijk met Rolf Friedhelm Lehmann.

## Loopbaan
Op de WTA-tour won zij acht titels in het enkelspel. Daarnaast bereikte zij nog achtmaal de finale. Haar beste resultaat op de grandslamtoernooien was de halve finale. Zij bereikte die ronde driemaal op het Australian Open (1985, 1987 en 1988) en eenmaal op Roland Garros (1985).
In het dubbelspel won Kohde-Kilsch vijfentwintig titels, waaronder het US Open in 1985 en Wimbledon in 1987, beide met de Tsjecho-Slowaakse Helena Suková. De zes andere grandslamfinales die zij bereikte, gingen alle verloren aan het Amerikaanse duo Martina Navrátilová en Pam Shriver, die hun voornaamste tegenstandsters waren in de tachtiger jaren. In 1988 won zij met Steffi Graf brons op de Olympische Spelen in Seoel in het dubbelspel. In de periode 1982–1989 speelde zij voor het Duitse Fed Cup-team – zij behaalde daar een winst/verlies-balans van 28–12. In 1987 versloeg dit team de Verenigde Staten in de finale. In 1982 en 1983 werd de finale nog verloren van Tsjecho-Slowakije en de Verenigde Staten.

## Palmares
| Legenda                |
| ---------------------- |
| Grandslamtoernooi      |
| Olympische Spelen      |
| Year-End Championships |
| Tier I                 |
| Tier II                |
| Tier III               |
| Tier IV & V            |

### WTA-finaleplaatsen enkelspel
| nr.              | finale     | toernooi          | ondergrond    | tegenstandster      | score         |
| ---------------- | ---------- | ----------------- | ------------- | ------------------- | ------------- |
| gewonnen finales |            |                   |               |                     |               |
| 1.               | 1981-01-18 | WTA Toronto       | hardcourt (i) | Nina Bohm           | 4-6, 6-2, 7-5 |
| 2.               | 1981-04-05 | WTA Boise         | tapijt (i)    | Ann Kiyomura        | 7-6, 3-6, 6-4 |
| 3.               | 1981-07-19 | WTA Kitzbühel     | gravel        | Sylvia Hanika       | 7-5, 7-6      |
| 4.               | 1982-01-31 | WTA Pittsburgh    | tapijt (i)    | Eva Pfaff           | 6-4, 6-0      |
| 5.               | 1982-03-21 | WTA Austin        | tapijt (i)    | Helena Suková       | 7-6, 0-6, 6-3 |
| 6.               | 1984-05-20 | WTA Berlijn       | gravel        | Kathleen Horvath    | 7-6, 6-1      |
| 7.               | 1985-08-04 | WTA Los Angeles   | hardcourt     | Pam Shriver         | 6-2, 6-4      |
| 8.               | 1988-06-12 | WTA Birmingham    | gras          | Pam Shriver         | 6-2, 6-1      |
| 9.               | 1990-09-16 | WTA Kitzbühel     | gravel        | Rachel McQuillan    | 7-6, 6-4      |
| verloren finales |            |                   |               |                     |               |
| 1.               | 1984-04-15 | WTA Hilton Head   | gravel        | Chris Evert         | 2-6, 3-6      |
| 2.               | 1984-11-04 | WTA Zürich        | tapijt (i)    | Zina Garrison       | 1-6, 6-0, 2-6 |
| 3.               | 1984-12-16 | WTA Tokio         | tapijt (i)    | Manuela Maleeva     | 6-3, 4-6, 4-6 |
| 4.               | 1985-08-11 | WTA Toronto       | hardcourt     | Chris Evert         | 2-6, 4-6      |
| 5.               | 1986-01-19 | WTA Worcester     | tapijt (i)    | Martina Navrátilová | 6-4, 1-6, 4-6 |
| 6.               | 1986-04-06 | WTA Marco Island  | gravel        | Chris Evert         | 2-6, 4-6      |
| 7.               | 1986-04-20 | WTA Amelia Island | gravel        | Steffi Graf         | 4-6, 7-5, 6-7 |
| 8.               | 1987-05-17 | WTA Berlijn       | gravel        | Steffi Graf         | 2-6, 3-6      |

### WTA-finaleplaatsen vrouwendubbelspel
| nr.              | finale     | toernooi          | ondergrond    | partner            | tegenstandsters                        | score         |         |
| ---------------- | ---------- | ----------------- | ------------- | ------------------ | -------------------------------------- | ------------- | ------- |
| gewonnen finales |            |                   |               |                    |                                        |               |         |
| 1.               | 1980-07-27 | WTA Kitzbühel     | gravel        | Eva Pfaff          | Hana Mandlíková Renáta Tomanová        | walk-over     |         |
| 2.               | 1981-07-19 | WTA Kitzbühel     | gravel        | Eva Pfaff          | Elizabeth Little Yvonne Vermaak        | 6-4, 6-3      |         |
| 3.               | 1983-02-27 | WTA Oakland       | tapijt (i)    | Eva Pfaff          | Rosie Casals Wendy Turnbull            | 6-4, 4-6, 6-4 |         |
| 4.               | 1983-07-10 | WTA Hittfeld      | gravel        | Bettina Bunge      | Ivanna Madruga-Osses Catherine Tanvier | 7-5, 6-4      |         |
| 5.               | 1984-04-15 | WTA Hilton Head   | gravel        | Hana Mandlíková    | Anne Hobbs Sharon Walsh                | 7-5, 6-2      |         |
| 6.               | 1984-04-29 | WTA Orlando       | gravel        | Hana Mandlíková    | Anne Hobbs Wendy Turnbull              | 6-0, 1-6, 6-3 |         |
| 7.               | 1984-10-21 | WTA Filderstadt   | hardcourt (i) | Helena Suková      | Bettina Bunge Eva Pfaff                | 6-2, 4-6, 6-3 |         |
| 8.               | 1984-11-25 | WTA Sydney        | gras          | Helena Suková      | Wendy Turnbull Sharon Walsh            | 6-2, 7-6      |         |
| 9.               | 1984-12-16 | WTA Tokio         | tapijt (i)    | Helena Suková      | Elizabeth Smylie Catherine Tanvier     | 6-4, 6-1      |         |
| 10.              | 1985-05-19 | WTA Berlijn       | gravel        | Helena Suková      | Steffi Graf Catherine Tanvier          | 6-4, 6-1      |         |
| 11.              | 1985-08-04 | WTA Los Angeles   | hardcourt     | Helena Suková      | Hana Mandlíková Wendy Turnbull         | 6-4, 6-2      |         |
| 12.              | 1985-09-08 | US Open           | hardcourt     | Helena Suková      | Martina Navrátilová Pam Shriver        | 6-7, 6-2, 6-3 | details |
| 13.              | 1985-12-15 | WTA Tokio         | tapijt (i)    | Helena Suková      | Marcella Mesker Elizabeth Smylie       | 6-0, 6-4      |         |
| 14.              | 1986-03-16 | WTA Dallas        | tapijt (i)    | Helena Suková      | Hana Mandlíková Wendy Turnbull         | 4-6, 7-5, 6-4 |         |
| 15.              | 1986-04-20 | WTA Amelia Island | gravel        | Helena Suková      | Gabriela Sabatini Catherine Tanvier    | 6-2, 5-7, 7-6 |         |
| 16.              | 1986-11-16 | WTA Chicago       | tapijt (i)    | Helena Suková      | Steffi Graf Gabriela Sabatini          | 6-7, 7-6, 6-3 |         |
| 17.              | 1987-02-01 | WTA Tokio         | tapijt (i)    | Helena Suková      | Elise Burgin Pam Shriver               | 6-1, 7-6      | details |
| 18.              | 1987-05-17 | WTA Berlijn       | gravel        | Helena Suková      | Catarina Lindqvist Tine Scheuer-Larsen | 6-1, 6-2      |         |
| 19.              | 1987-07-05 | Wimbledon         | gras          | Helena Suková      | Betsy Nagelsen Elizabeth Smylie        | 7-5, 7-5      | details |
| 20.              | 1987-09-27 | WTA Hamburg       | gravel        | Jana Novotná       | Natalja Bykova Leila Meschi            | 7-6, 7-6      |         |
| 21.              | 1987-11-15 | WTA Chicago       | tapijt (i)    | Helena Suková      | Zina Garrison Lori McNeil              | 6-4, 6-3      |         |
| 22.              | 1988-12-04 | WTA Adelaide      | hardcourt     | Sylvia Hanika      | Lori McNeil Jana Novotná               | 7-5, 6-7, 6-4 |         |
| 23.              | 1991-02-10 | WTA Oslo          | tapijt (i)    | Silke Meier        | Sabine Appelmans Raffaella Reggi       | 3-6, 6-2, 6-4 |         |
| 24.              | 1991-04-07 | WTA Hilton Head   | gravel        | Natallja Zverava   | Mary-Lou Daniels Lise Gregory          | 6-4, 6-0      |         |
| 25.              | 1992-03-01 | WTA Indian Wells  | hardcourt     | Stephanie Rehe     | Jill Hetherington Kathy Rinaldi        | 6-3, 6-3      |         |
| verloren finales |            |                   |               |                    |                                        |               |         |
| 1.               | 1981-01-18 | WTA Toronto       | hardcourt (i) | Eva Pfaff          | Marjorie Blackwood Susan Leo           | 7-5, 6-7, 6-7 |         |
| 2.               | 1982-05-24 | WTA Berlijn       | gravel        | Bettina Bunge      | Elizabeth Gordon Beverly Mould         | 3-6, 4-6      |         |
| 3.               | 1982-11-21 | WTA Brisbane      | gras          | Eva Pfaff          | Billie Jean King Anne Smith            | 3-6, 4-6      |         |
| 4.               | 1982-11-28 | WTA Sydney        | gras          | Eva Pfaff          | Martina Navrátilová Pam Shriver        | 2-6, 6-2, 6-7 |         |
| 5.               | 1982-12-13 | Australian Open   | gras          | Eva Pfaff          | Martina Navrátilová Pam Shriver        | 4-6, 2-6      | details |
| 6.               | 1983-03-27 | WTA Championships | tapijt (i)    | Eva Pfaff          | Martina Navrátilová Pam Shriver        | 5-7, 2-6      |         |
| 7.               | 1983-05-22 | WTA Berlijn       | gravel        | Eva Pfaff          | Jo Durie Anne Hobbs                    | 4-6, 6-7      |         |
| 8.               | 1984-06-10 | Roland Garros     | gravel        | Hana Mandlíková    | Martina Navrátilová Pam Shriver        | 7-5, 3-6, 2-6 | details |
| 9.               | 1984-08-26 | WTA Montreal      | hardcourt     | Hana Mandlíková    | Kathy Jordan Elizabeth Sayers          | 1-6, 2-6      |         |
| 10.              | 1984-11-04 | WTA Zürich        | tapijt (i)    | Hana Mandlíková    | Andrea Leand Andrea Temesvári          | 1-6, 3-6      |         |
| 11.              | 1984-12-09 | Australian Open   | gras          | Helena Suková      | Martina Navrátilová Pam Shriver        | 3-6, 4-6      | details |
| 12.              | 1985-01-13 | WTA Washington    | tapijt (i)    | Helena Suková      | Gigi Fernández Martina Navrátilová     | 3-6, 6-3, 3-6 |         |
| 13.              | 1985-03-24 | WTA Championships | tapijt (i)    | Helena Suková      | Martina Navrátilová Pam Shriver        | 7-6, 4-6, 6-7 |         |
| 14.              | 1985-06-09 | Roland Garros     | gravel        | Helena Suková      | Martina Navrátilová Pam Shriver        | 6-4, 2-6, 2-6 | details |
| 15.              | 1985-08-18 | WTA Mahwah        | hardcourt     | Helena Suková      | Kathy Jordan Elizabeth Smylie          | 6-7, 3-6      |         |
| 16.              | 1985-11-03 | WTA Zürich        | hardcourt (i) | Helena Suková      | Hana Mandlíková Andrea Temesvári       | 4-6, 6-3, 6-7 |         |
| 17.              | 1985-11-17 | WTA Brisbane      | gras          | Helena Suková      | Martina Navrátilová Pam Shriver        | 4-6, 7-6, 1-6 |         |
| 18.              | 1985-12-08 | Australian Open   | gras          | Helena Suková      | Martina Navrátilová Pam Shriver        | 3-6, 4-6      | details |
| 19.              | 1986-01-12 | WTA Washington    | tapijt (i)    | Helena Suková      | Martina Navrátilová Pam Shriver        | 5-7, 3-6      |         |
| 20.              | 1986-01-19 | WTA Worcester     | tapijt (i)    | Helena Suková      | Martina Navrátilová Pam Shriver        | 3-6, 4-6      |         |
| 21.              | 1986-03-23 | WTA Championships | tapijt (i)    | Helena Suková      | Hana Mandlíková Wendy Turnbull         | 4-6, 7-6, 3-6 |         |
| 22.              | 1986-06-21 | WTA Eastbourne    | gras          | Helena Suková      | Martina Navrátilová Pam Shriver        | 2-6, 4-6      |         |
| 23.              | 1986-08-17 | WTA Los Angeles   | hardcourt     | Helena Suková      | Martina Navrátilová Pam Shriver        | 4-6, 3-6      |         |
| 24.              | 1986-11-09 | WTA Worcester     | tapijt (i)    | Helena Suková      | Martina Navrátilová Pam Shriver        | 3-6, 1-6      |         |
| 25.              | 1986-11-23 | WTA Championships | tapijt (i)    | Helena Suková      | Martina Navrátilová Pam Shriver        | 6-7, 3-6      |         |
| 26.              | 1987-03-08 | WTA Miami         | hardcourt     | Helena Suková      | Martina Navrátilová Pam Shriver        | 3-6, 6-7      |         |
| 27.              | 1987-05-10 | WTA Rome          | gravel        | Helena Suková      | Martina Navrátilová Gabriela Sabatini  | 4-6, 1-6      |         |
| 28.              | 1987-08-23 | WTA Toronto       | hardcourt     | Helena Suková      | Zina Garrison Lori McNeil              | 1-6, 2-6      |         |
| 29.              | 1987-11-22 | WTA Championships | tapijt (i)    | Helena Suková      | Martina Navrátilová Pam Shriver        | 1-6, 1-6      |         |
| 30.              | 1988-01-03 | WTA Brisbane      | gras          | Helena Suková      | Betsy Nagelsen Pam Shriver             | 6-2, 5-7, 2-6 |         |
| 31.              | 1988-01-10 | WTA Sydney        | gras          | Helena Suková      | Ann Henricksson Christiane Jolissaint  | 6-7, 6-4, 3-6 |         |
| 32.              | 1988-03-13 | WTA Boca Raton    | hardcourt     | Helena Suková      | Katrina Adams Zina Garrison            | 6-4, 5-7, 4-6 |         |
| 33.              | 1988-04-10 | WTA Hilton Head   | gravel        | Gabriela Sabatini  | Lori McNeil Martina Navrátilová        | 2-6, 6-2, 3-6 |         |
| 34.              | 1988-05-15 | WTA Berlijn       | gravel        | Helena Suková      | Isabelle Demongeot Nathalie Tauziat    | 2-6, 6-4, 4-6 |         |
| 35.              | 1988-06-05 | Roland Garros     | gravel        | Helena Suková      | Martina Navrátilová Pam Shriver        | 2-6, 5-7      | details |
| 36.              | 1988-10-23 | WTA Zürich        | tapijt (i)    | Helena Suková      | Isabelle Demongeot Nathalie Tauziat    | 3-6, 3-6      |         |
| 37.              | 1989-02-05 | WTA Tokio         | tapijt (i)    | Mary Joe Fernandez | Katrina Adams Zina Garrison            | 3-6, 6-3, 6-7 |         |
| 38.              | 1989-08-13 | WTA Los Angeles   | hardcourt     | Mary Joe Fernandez | Martina Navrátilová Wendy Turnbull     | 2-5, opg.     |         |
| 39.              | 1991-08-11 | WTA Toronto       | hardcourt     | Helena Suková      | Larisa Neiland Natallja Zverava        | 6-1, 5-7, 2-6 |         |
| 40.              | 1992-10-04 | WTA Bayonne       | tapijt (i)    | Stephanie Rehe     | Linda Ferrando Petra Langrová          | 6-1, 3-6, 4-6 |         |

### Gewonnen ITF-toernooien dubbelspel
| nr. | finale     | toernooi | dotatie | ondergrond | partner       | tegenstandsters in finale      | score         |
| --- | ---------- | -------- | ------- | ---------- | ------------- | ------------------------------ | ------------- |
| 1.  | 1996-02-18 | Faro     | $10.000 | hardcourt  | Katrin Kilsch | Lesley Kramer Tatjana Poetsjek | 5-7, 6-2, 6-0 |

## Resultaten grandslamtoernooien
| Legenda | Legenda                          |
| ------- | -------------------------------- |
| g.t.    | geen toernooi gehouden           |
| l.c.    | lagere categorie                 |
| –       | niet deelgenomen                 |
| G       | uitgeschakeld in de groepsfase   |
| 1R      | uitgeschakeld in de eerste ronde |
| 2R      | uitgeschakeld in de tweede ronde |
| 3R      | uitgeschakeld in de derde ronde  |
| 4R      | uitgeschakeld in de vierde ronde |
| KF      | uitgeschakeld in de kwartfinale  |
| HF      | uitgeschakeld in de halve finale |
| F       | de finale verloren               |
| W       | het toernooi gewonnen            |
| w-v     | winst/verlies-balans             |

### Enkelspel
| toernooi        | 1980 | 1981 | 1982 | 1983 | 1984 | 1985 | 1986 | 1987 | 1988 | 1989 | 1990 | 1991 | 1992 |
| --------------- | ---- | ---- | ---- | ---- | ---- | ---- | ---- | ---- | ---- | ---- | ---- | ---- | ---- |
| Australian Open | 1R   | 1R   | 3R   | 3R   | 3R   | HF   | g.t. | HF   | HF   | KF   | 1R   | 1R   | 2R   |
| Roland Garros   | 1R   | 1R   | 2R   | 3R   | 4R   | HF   | 4R   | KF   | 3R   | 1R   | 2R   | 2R   | 1R   |
| Wimbledon       | –    | 2R   | 4R   | 4R   | 4R   | 2R   | 3R   | KF   | –    | 3R   | 3R   | 3R   | 2R   |
| US Open         | –    | 1R   | 3R   | 2R   | 4R   | KF   | 4R   | KF   | 3R   | 1R   | –    | 1R   | –    |

### Vrouwendubbelspel
| toernooi        | 1980 | 1981 | 1982 | 1983 | 1984 | 1985 | 1986 | 1987 | 1988 | 1989 | 1990 | 1991 | 1992 |
| --------------- | ---- | ---- | ---- | ---- | ---- | ---- | ---- | ---- | ---- | ---- | ---- | ---- | ---- |
| Australian Open | KF   | 1R   | F    | 1R   | F    | F    | g.t. | HF   | –    | 3R   | –    | 1R   | 3R   |
| Roland Garros   | 1R   | HF   | KF   | KF   | F    | F    | HF   | HF   | F    | 1R   | KF   | 3R   | 1R   |
| Wimbledon       | –    | 1R   | HF   | KF   | KF   | HF   | 2R   | W    | –    | 3R   | 2R   | 3R   | 3R   |
| US Open         | –    | KF   | HF   | –    | 3R   | W    | KF   | KF   | 3R   | –    | –    | KF   | –    |

### Gemengd dubbelspel
| toernooi        | 1981 | 1982 |      | 1986 |
| --------------- | ---- | ---- | ---- | ---- |
| Australian Open | –    | –    | g.t. |      |
| Roland Garros   | –    | –    | –    |      |
| Wimbledon       | 3R   | 1R   | 2R   |      |
| US Open         | –    | –    | –    |      |

## Politiek
Sinds 2012 is Claudia Kohde politiek actief, tot 2019 voor Die Linke (ze zat voor deze partij o.a. in de gemeenteraad van Saarbrücken), daarna voor de SPD. 